# Edward S. Aarons
Edward Sidney Aarons, född 1916 i Philadelphia, Pennsylvania, USA, död 16 juni 1975 i New Milford, Connecticut, USA, var en amerikansk kriminalförfattare som förutom under egna namnet Edward S. Aarons även skrev under pseudonymerna Edward Ronns och Paul Ayres.
Aarons tog examen i litteratur och historia vid Columbia University och finansierade sina studier delvis genom journalistik och som fiskare. Som student vann han 1933 en novelltävling. Efter Japans attack mot Pearl Harbor 1941 tjänstgjorde Aaarons under andra världskriget hos den amerikansak kustbevakningen fram till 1945, och slutade som underofficer (fanjunkare).
Aarons är främst känd för sina böcker om CIA-agenten Sam Durell, där originaltitlarna alltid inleddes med ordet "assignment" (uppdrag). Flera av dessa böcker har översatts till svenska och utgivits av Wennerbergs Förlag i bokserien Jaguar. Aarons skrev de 42 inledande böckerna om Sam Durell. Sedan skrevs ytterligare 6 böcker av Aarons bror Will B. Aarons, men kanske spökskrevs de av Lawrence Hall.

### Som Edward S. Aarons: romaner om Sam Durell
1. Assignment to Disaster (1955)
2. Assignment - Treason (1956) (Förräderi 1959, Jaguar 143, övers Margareta Salström)
3. Assignment - Suicide (1956) (Explosivt uppdrag 1960, Jaguar 180)
4. Assignment - Stella Marni (1957)
5. Assignment - Budapest (1957) (Uppdrag i Budapest 1959, Jaguar 157, övers Caj Lundgren)
6. Assignment - Angelina (1958) (Angelina nästa offer 1966, Jaguar 296)
7. Assignment - Madeleine (1958) (Uppdrag med Medeleine 1959, Jaguar 150, övers Caj Lundgren)
8. Assignment - Carlotta Cortez (1959)
9. Assignment - Helene (1959) (Livet på spel 1960, Jaguar 163, övers Caj Lundgren)
10. Assignment - Lili Lamaris (1959) (Uppdrag Lili Lamaris 1961, Jaguar 197)
11. Assignment - Zoraya (1960) (Uppdrag Zoraya 1962, Jaguar 202)
12. Assignment - Mara Tirana (1960) (Uppdrag Mara Tirana 1961, Jaguar 193)
13. Assignment - Lowlands (1961) (Operation Cassandra 1966, Jaguar 288)
14. Assignment - Burma Girl (1961)
15. Assignment - Ankara (1961)
16. Assignment - Karachi (1962) (Uppdrag Karachi 1966, Jaguar 282)
17. Assignment - Sorrento Siren (1962)
18. Assignment - Manchurian Doll (1963) (Avhopparen 1966, Jaguar 292)
19. Assignment - The Girl in the Gondola (1964) (Direktstöten i Venedig 1966, Jaguar 285)
20. Assignment - Sulu Sea (1964)
21. Assignment - The Cairo Dancers (1965)
22. Assignment - School for Spies (1966) (Spionskolan 1967, Jaguar 305)
23. Assignment - Cong Hai Kill (1966) (Uppdrag i Thailand 1967, Jaguar 309)
24. Assignment - Palermo (1966) (Uppdrag i Palermo 1969, Jaguar 314)
25. Assignment - Black Viking (1967)
26. Assignment - Moon Girl (1967) (Flickan från månen 1969, Jaguar 334)
27. Assignment - Nuclear Nude (1968) (Operation bombnedslag 1970, Jaguar 345)
28. Assignment - Peking (1969) (Uppdrag i Peking 197?, Jaguar 348)
29. Assignment - White Rajah (1970) (Uppdrag: vit Rajah 1971, Jaguar 351)
30. Assignment - Star Stealers (1970)
31. Assignment - Tokyo (1971) (Operation Tokyo 197?, Jaguar 363)
32. Assignment - Golden Girl (1971) (Operation Pakuru 1972, Jaguar 371)
33. Assignment - Bangkok (1972)
34. Assignment - Maltese Maiden (1972)
35. Assignment - Silver Scorpion (1973)
36. Assignment - Ceylon (1973)
37. Assignment - Amazon Queen (1974)
38. Assignment - Sumatra (1974)
39. Assignment - Quayle Question (1975)
40. Assignment - Black Gold (1975)
41. Assignment - Unicorn (1976)
42. Assignment - Afghan Dragon (1976)

### Som Edward S. Aarons: övriga romaner
- No Place to Live även kallad Lady, The Guy is Dead (1947)
- Terror in the Town (1947)
- Gift of Death (1948)
- Nightmare (1948) (Nattmaran 1964, Jaguar 257)
- The Art Studio Murders (1950) (Mord utan rim och reson 1965, Jaguar 269)
- Escape to Love (1952)
- Come Back, My Love (1953)
- The Sinners (1953)
- Girl on the Run (1954)
- They All Ran Away (1955) (De bara försvann 197?, Jaguar 356)
- Point of Peril (1956)
- Hell to Eternity (1960)
- The Defenders (1961) (Försvarsadvokaterna 1963, Journalförlaget, TV-deckaren 99-0760854-8)

- oklart vilken som är originaltitel (En man försvann 1967, Jaguar 299)
- oklart vilken som är originaltitel (Fel kvinna 1969, Jaguar 323)
- oklart vilken som är originaltitel (Hatfull hämnd 1969, Jaguar 331)
- oklart vilken som är originaltitel (Mannen som dog två gånger 19??, Jaguar 341)

### Som Edward Ronns
- Death in A Lighthouse även kallad The Cowl of Doom (1938)
- Murder Money även kallad $1,000,000 in Corpses (1938)
- The Corpse Hangs High (1939)
- Catspaw Ordeal (1950)
- Dark Memory (1950)
- Million Dollar Murder (1950)
- State Department Murders (1950) (Mord på magnat 1952, Jaguar 26 samt Diplomatmorden 1971, Jaguar 354, med Edward S. Aarons angiven som författare)
- The Decoy (1951)
- I Can't Stop Running (1951) (Möte med döden 1954, Jaguar 56, övers S. Unger)
- Don't Cry, Beloved (1952) (Helvetesmolnet 1954, Jaguar 53, övers S. Unger)
- Passage to Terror (1952) (Mord i tropikerna 1953, Jaguar 38)
- Dark Destiny (1953) (Mörkt öde 1955, Jaguar 60)
- The Net (1953) (Nätet 1970, Jaguar 346, med Edward S. Aarons angiven som författare)
- Say it with Murder (1954)
- Death is My Shadow (1957) (Döden är min skugga 19??, Jaguar 340, med Edward S. Aarons angiven som författare)
- Pickup Alley (1957)
- Gang Rumble (1958)
- The Lady Takes A Flyer (1958)
- The Big Bedroom (1959)
- The Black Orchid (1959)
- But Not for Me (1959)
- The Glass Cage (1962)

- oklart vilken som är originaltitel (Landsvägens marodörer 1947, Nyckel-böckerna 233)
- oklart vilken som är originaltitel (Mörklagt mord 1952, Nyckel-böckerna 342)

### Som Paul Ayres
- Dead Heat (1950)